# Cabagan
Cabagan is een gemeente in de Filipijnse provincie Isabela in het noordoosten van het eiland Luzon. Bij de laatste census in 2007 had de gemeente bijna 44 duizend inwoners.

## Geografie

### Bestuurlijke indeling
Cabagan is onderverdeeld in de volgende 26 barangays:
| - Aggub - Anao - Angancasilian - Balasig - Cansan - Casibarag Norte - Casibarag Sur - Catabayungan - Centro - Cubag - Garita - Luquilu - Mabangug | - Magassi - Masipi East - Masipi West - Ngarag - Pilig Abajo - Pilig Alto - San Antonio - San Bernardo - San Juan - Saui - Tallag - Ugad - Union |

## Demografie
Cabagan had bij de census van 2007 een inwoneraantal van 43.562 mensen. Dit zijn 2.026 mensen (4,9%) meer dan bij de vorige census van 2000. De gemiddelde jaarlijkse groei komt daarmee uit op 0,66%, hetgeen lager is dan het landelijk jaarlijks gemiddelde over deze periode (2,04%). Vergeleken met de census van 1995 is het aantal mensen met 8.508 (24,3%) toegenomen.

De bevolkingsdichtheid van Cabagan was ten tijde van de laatste census, met 43.562 inwoners op 430,4 km², 101,2 mensen per km².